# ENIS
ENIS (Europæisk Netværk af (IT)Innovative Skoler), er et netværk af skoler under paraplyen European SchoolNet (EUN).
Netværket giver mulighed  for udveksling erfaringer, problemer og løsninger etc. med andre ENIS-skoler i Danmark og Europa.
I 2007 er der i Danmark 34 skoler som deltager i dette samarbejde, som kræver certificering fra undervisningsministeriet, der udpeger dansk ENIS-koordinator, som er ansvarlig for det nationale netværk af innovative skoler

## Ekstern henvisning
- ENIS hjemmeside Arkiveret 10. marts 2007 hos  Wayback Machine

| Skole | Spire Denne artikel om en skole, en uddannelsesinstitution eller uddannelse er en spire som bør udbygges. Du er velkommen til at hjælpe Wikipedia ved at udvide den. |